# Chunsan-myeon
Chunsan-myeon (koreanska: 춘산면) är en socken i kommunen Uiseong-gun i provinsen Norra Gyeongsang i den centrala delen av Sydkorea, 220 km sydost om huvudstaden Seoul.